# (683) Lanzia
(683) Lanzia ist ein Asteroid des Hauptgürtels, der am 23. Juli 1909 vom deutschen Astronomen Max Wolf in Heidelberg entdeckt wurde. 
Der Asteroid wurde nach dem deutschen Industriellen Heinrich Lanz benannt, der in seinem Testament 4 Millionen Goldmark für die Förderung der Wissenschaft stiftete. Eine Million davon floss in die Gründung der Heidelberger Akademie der Wissenschaften.